# Selmeston
Selmeston – wieś w Anglii, w hrabstwie East Sussex, w dystrykcie Wealden. Leży 77 km na południe od Londynu. W 2007 miejscowość liczyła 190 mieszkańców.